# Kyliánův nadační fond v Praze
Kyliánův nadační fond v Praze je organizace, založená v roce 2017, se sídlem v Praze, jejímž účelem je zejména podpora tanečního umění a dále oborů spřízněných s tancem a to v mezinárodním kontextu. Nadační fond nese jméno Jiřího Kyliána, významného a uznávaného českého tanečníka a choreografa a to především ve světovém měřítku, dlouholetého uměleckého ředitele a choreografa Nizozemského tanečního divadla – Nederlands Dans Theater (NDT). 

## Předchůdci nadačního fondu, zřizovatelé
Předchůdcem nynějšího Kyliánova nadačního fondu byla Kyliánova nadace v Praze, založená v roce 1991 při Divadelním ústavu v Praze. Ta byla v roce 1998 přejmenována na Kyliánovu videotéku a s jejím přestěhováním na půdu AMU transformovaná v roce 2012 na Kyliánovo taneční centrum a knihovnu. S oficiálním založením Kyliánova nadačního fondu v Praze v roce 2017 pokračuje tato původní organizace pod názvem Kyliánův taneční archív jako jeden z pilířů aktivit fondu. 
Kyliánův nadační fond v Praze byl založen za podpory Kylian Foundation NL, jako samostatná česká organizace. Nadace podporuje výzkum, vývoj a vzdělávání v oblasti současného tance a souvisejících oborů. Rovněž spolupracuje s dalšími subjekty na archivaci kulturní produkce a na uchování uměleckého odkazu Jiřího Kyliána.
Zakladatelkou a ředitelkou nadace je Nataša Novotná, tanečnice a choreografka, spoluzakladatelka souboru současného tance 420PEOPLE. Sama mnoho let spolupracovala s Jiřím Kyliánem během svého tanečního působení v Nizozemí v souboru Nederlands Dans Theater (NDT), který Jiří Kylián vedl. 
Nadaci řídí správní rada, která má čtyři členy (např. režisér Jan Hřebejk), včetně předsedkyně-ředitelky. Čestným předsedou je Jiří Kylián. 
Sídlo Kyliánova nadačního fondu v Praze je v areálu Anenského náměstí v Praze 1, kde sídlí rovněž některé složky Národního divadla a nacházejí se zde také baletní zkušebny.

## Cíle nadačního fondu
- Podpora vybraných projektů současného tance, vzniku a distribuce tanečních filmů
- Správa a rozvoj Kyliánova tanečního archivu na Hudební a taneční fakultě Akademie múzických umění v Praze
- Vzdělávání a rozvoj – spolupráce s partnery zaměřenými na vzdělávání v tanci, podpora rozvoje vysokoškolských oborů tance a choreografie, stipendia a workshopy

## Významné akce Nadačního fondu

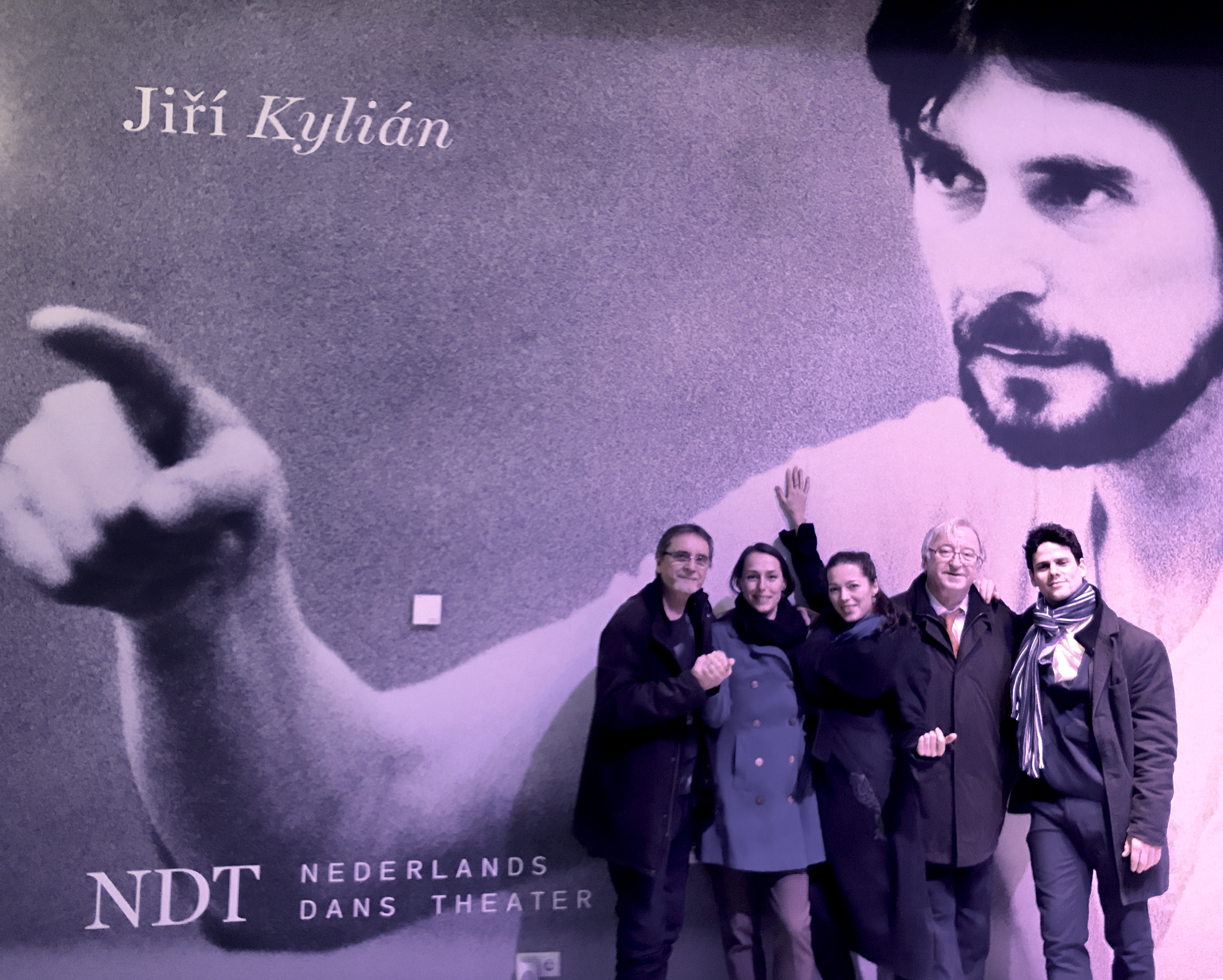
Celebrating Kylian, Den Haag 2017 (zleva: Jiří Kylián, Markéta Perroud, Nataša Novotná, Jiří Lábus, Ondřej Vinklát)

Školním rokem 2019/2020 započal Kyliánův nadační fond v Praze kontinuální spolupráci s  tanečními konzervatořemi v Praze, Ostravě a Brně, které přijaly návrh pilotního čtyřletého projektu Workshop Kylián. 
- 2017 KYL.expo – výstava fotografií dvorního fotografa NDT Jorise-Jana Bose, zachycující práci Jiřího Kyliána, se konala u příležitosti Mezinárodního dne tance
- 2018 Celebrating Kylián – multimediální retrospektivní výstava materiálů z práce a díla Jiřího Kyliána, uspořádaná ve spolupráci s Baletem Národního  divadla v Praze a Mezinárodním festivalem TANEC PRAHA, byla součástí  30. ročníku Mezinárodního festivalu TANEC PRAHA 2018 a slavnostní premiéry Baletu Národního divadla Kylián – Mosty  času.[3] Jednalo se o adaptaci stejnojmenné výstavy připravené pro speciální festival Celebrating Kylián! , který probíhal v nizozemském Haagu v roce 2017.[6]

## Zajímavost
Nadační fond pořádá prostřednictvím Kyliánova tanečního archivu, pod vedením Elvíry Němečkové,  nepravidelně cyklus medailonků „Stopy v písku“, věnovaných osobnostem, které psaly historii tance a pohybového umění. V rámci tohoto cyklu byly připomenuty žijící osobnosti např.: Petr Weigl, Jiří Opěla, Božena Brodská, Eva Kröschlová, Josef Jelínek aj. a „in memoriam“ např.: Lubomír Kafka, Luboš Ogoun, Alena Skálová a další.  